# Fusarium acutatum
Fusarium acutatum är en svampart som beskrevs av Nirenberg & O'Donnell 1998. Fusarium acutatum ingår i släktet Fusarium och familjen Nectriaceae.   Inga underarter finns listade i Catalogue of Life.